# Il figlio conteso (film 1935)
Il figlio conteso è un film del 1935, diretto dal regista Edward Ludwig.